# Bay (Missouri)
Bay is een dorp in de Amerikaanse staat Missouri. Het telt ongeveer zestig inwoners.

## Geboren
- Nathaniel Rateliff, Amerikaans muzikant